# Assiniboia (Saskatchewan)
Assiniboia (offiziell Town of Assiniboia) ist eine Gemeinde im zentralen Süden der kanadischen Provinz Saskatchewan. Die Gemeinde ist eine „urban municipality“ mit dem Status einer Kleinstadt (englisch Town). Assiniboia ist ein landwirtschaftliches Dienstleistungszentrum für die umliegende Region und verfügt, wie alle „urban municipalities“ in der Provinz, über eine eigenständige Verwaltung.

## Lage
Die Kleinstadt liegt im westlichen Bereich der Rural Municipality of Lake of the Rivers No. 72 und grenzt im Westen an die benachbarte Rural Municipality of Stonehenge No. 73. Bis zur nächsten Großstadt, dem nordöstlich gelegenen Moose Jaw, sind es Luftlinie etwa 90 Kilometer und zum dann benachbarten Regina etwa 130 Kilometer.

## Geschichte
Ursprünglich Siedlungsgebiet der First Nations, hier zuletzt der auch namensgebenden Assiniboine, begann die Geschichte der heutigen Gemeinde um das Jahr 1912 mit der Ankunft einer neu errichteten Eisenbahnstrecke der Canadian Pacific Railway.

## Demografie
Der Zensus im Jahr 2016 ergab für die Kleinstadt eine Bevölkerungszahl von 2389 Einwohnern, nachdem der Zensus im Jahr 2011 für die Gemeinde eine Bevölkerungszahl von noch 2418 Einwohnern ergeben hatte. Die Bevölkerung hat damit im Vergleich zum vorangegangenen Zensus im Jahr 2011 entgegen dem Trend in der Provinz leicht um 1,2 % abgenommen, während der Provinzdurchschnitt bei einer Bevölkerungszunahme von 6,3 % lag. Im Zensuszeitraum von 2006 bis 2011 hatte die Einwohnerzahl in der Gemeinde noch etwas schwächer als der Provinzdurchschnitt um 4,9 % zugenommen, während die Gesamtbevölkerung in der Provinz um 6,7 % zunahm.

## Verkehr
Die Gemeinde wird von dem in Nord-Süd-Richtung verlaufendem Highway 2 sowie dem in Ost-West-Richtung verlaufenden Highway 13 durchquert. Außerdem verläuft eine Eisenbahnstrecke durch die Gemeinde. Etwa 11 Kilometer nördlich der Kleinstadt verfügt auch über einen eigenen Flughafen (IATA-Flughafencode: ohne, ICAO-Code:ohne, Transport-Canada-Identifier: CJN4), einen ehemaligen Flugplatz der kanadischen Streitkräfte. Der Flugplatz verfügt über eine asphaltierte Start- und Landebahn von rund 900 Meter Länge.